# 隠密な計画
『隠密な計画』 (原題 : 은밀한 유혹) は2015年に公開されたカトリーヌ・アルレーの『わらの女』を原作にした韓国の映画。主演はイム・スジョン、ユ・ヨンソク。

## キャスト
- ジヨン (演 - イム・スジョン) [2]
- ソンヨル (演 - ユ・ヨンソク)
- 会長 (演 - イ・ギョンヨン)
- ライジング・サンの船長 (演 - パク・チョルミン)
- ユミ (演 - ミン・ドヒ)
- チャン・ヘジン (演 - チンギョン)
- ヴィクトル (演 - エネス・カヤ)
- カーン (演 - マブプ・アラム)
- チャンギ (演 - イ・チョンウ)
- オ刑事 (演 - シン・ヨンフン)